# Tamara Costache
Pour les articles homonymes, voir Costache.
Tamara Virgi Costache, née le 23 juillet 1970 à Ploiești, est une nageuse roumaine, spécialiste des courses de nage libre. 

## Carrière
Tamara Costache est sacrée championne du monde du 50 mètres nage libre en 1986 à Madrid. Aux Championnats d'Europe de natation 1987 à Strasbourg, elle est médaillée d'or du 50 mètres nage libre et médaillée de bronze du 100 mètres nage libre.
Aux Jeux olympiques d'été de 1988 à Séoul, elle termine sixième de la finale du 50 mètres nage libre ; elle est par contre éliminée au premier tour du 100 mètres nage libre et termine huitième de la finale B.